# Paloalto
 (août 2012).
Si vous disposez d'ouvrages ou d'articles de référence ou si vous connaissez des sites web de qualité traitant du thème abordé ici, merci de compléter l'article en donnant les références utiles à sa vérifiabilité et en les liant à la section « Notes et références ».
Paloalto est un groupe de rock créé à Los Angeles, Californie. Le groupe ne s'est pas inspiré du nom de la ville Palo Alto, mais de l'établissement préscolaire que le chanteur James Grundler a fréquenté.
James et Tommy font maintenant partie du groupe Golden State.

## Membres
- James Grundler – chanteur, guitariste
- Andy Blunda – pianiste
- Florian Reinert – batteur
- Tommy Black – bassiste
- David Gomez – guitariste

## Anciens membres
- Jason Johnson – guitariste
- Alex Parnell – bassiste

## Discographie

### Albums
- Paloalto (CD) – American Recordings – 2000
- Heroes and Villains (CD) – American Recordings – 2003

### Singles
- "Sonny" (CD) – American Recordings – 2000
- "Fade Out/In" (CD) – American Recordings – 2002
- "Breathe In" (CD) – American Recordings – 2003